# Rexhep Qosja
Rexhep Qosja, född den 25 juni 1936 i Montenegro i Jugoslavien, är en albansk intellektuell och författare.
Rexhep Qosja studerade albansk litteratur och albanska språket i Belgrad. Han blev tidigt medlem vid det albanologiska institutet och övertog posten som dess direktör 1972-1983. Numera är han ledamot i Kosovos akademi för konst och vetenskap.
Före utbrottet av kriget i Kosovo ansågs Qosja som en fadersfigur. Ur politisk synvinkel var han radikalare än Ibrahim Rugova. Han bildade ett eget parti som en motvikt till det styrande LDK. Han deltog i den kosovoalbanska delegationen i fredssamtalen om Kosovo i franska Rambouillet. Han fortsatte delta i politiken efter befrielsen av Kosovo men bara för en kortare period.
Qosja är författare av många verk om bl.a. albansk litteratur. Han har ingått i polemik med ett flertal kända albanska personligheter (däribland Ismail Kadaré).
Brodern Isa Qosja är en erkänd filmregissör i Kosovo.